# Instituto Tecnológico de Zamora
El Instituto Tecnológico de Estudios Superiores de Zamora, también conocido por sus siglas como ITESZ, es una institución pública de educación superior ubicada en la ciudad de Zamora de Hidalgo, Michoacán y forma parte del Tecnológico Nacional de México. Inició sus actividades el 28 de agosto de 1994 y actualmente cuenta con diez ofertas educativas.

## Historia
Fue un grupo de profesionistas, políticos y sociedad civil, entre otros, quienes a principios de 1970 trataron de gestionar con los gobiernos federal y estatal el establecimiento de un Instituto Tecnológico en la cienéga zamorana. No fue, sin embargo, hasta la instauración de los organismos descentralizados en educación, que en 1992 se pudieron acelerar las gestiones, éstas a cargo de un grupo de egresados del Instituto Politécnico Nacional; para 1993, finalmente, el gobernador del estado, Ausencio Chávez, se comprometió su creación.
El 25 de marzo de 1994 se conformó el «Convenio de Coordinación» para su instauración, mas es el 14 de julio de 1994 que oficialmente se crea el instituto mediante Decreto Administrativo, publicado en el Periódico Oficial del Estado de Michoacán. El 28 de agosto de 1994, un mes después de su conformación, entró en operaciones con las carreras de Ingeniería Industrial, Licenciatura en Informática y Licenciatura en Contaduría, tanto en turno matutino como en vespertino.
En el año 2000 se añadió a la oferta la carrera de Ingeniería en Industrias Alimentarias; y en 2002, Ingeniería en Electrónica e Ingeniería en Sistemas Computacionales.

## Oferta Educativa

### Profesional
- Arquitectura
- Contabilidad
- Ingeniería Electrónica
- Ingeniería Industrial
- Ingeniería en Gestión Empresarial
- Ingeniería en Innovación Agrícola Sustentable
- Ingeniería en Industrias Alimentarias
- Ingeniería en Sistemas Computacionales
- Ingeniería en Tecnologías de la Información y la Comunicación

### Posgrados
- Maestría en Sistemas Computacionales

## Reconocimiento
El ITESZ es una de las instituciones con mayor número de estudiantes del estado (actualmente cuenta con más de 2800 alumnos), y su centro de idiomas es considerado el de mayor importancia en Michoacán con más de 2250 alumnos inscritos.